# Raciborowice (województwo lubelskie)
Raciborowice – wieś w Polsce położona w województwie lubelskim, w powiecie chełmskim, w gminie Białopole. Wieś leży przy drodze wojewódzkiej nr  .
| SIMC    | Nazwa  | Rodzaj    |
| ------- | ------ | --------- |
| 0101089 | Zaniże | część wsi |

W latach 1975–1998 miejscowość położona była w ówczesnym województwie chełmskim. 
Wieś jest sołectwem w gminie Białopole. Według Narodowego Spisu Powszechnego Ludności i Mieszkań z roku 2011 wieś miała 301 mieszkańców i była czwartą co do liczby ludności miejscowością gminy.
Wierni Kościoła rzymskokatolickiego należą do parafii pod wezwaniem Wniebowzięcia Najświętszej Maryi Panny w Buśnie.

## Historia
Wieś z rodowodem sięgającym XIV wieku, wzmiankowana w 1399 r. należała wówczas do Parafii Rzymskokatolickiej w Hrubieszowie
Od 1443 r. występują jako „Racziborowicze”.
W 1510 r.  tylko raz występują parafie (prawosławne) w Raciborowicach.
Według Słownika geograficznego Królestwa Polskiego z roku 1888 Raciborowice to wieś z folwarkiem w powiecie hrubieszowskim, gminie Białopole, parafii Moniatycze (obrzędu wschodniego w Buśnie) wieś posiadała szkołę początkową ogólną.
W 1870 r. istniały na obszarze folwarku: młyn wodny, destylarnia, piec wapienny, cegielnia. Znajdowały się tu w tym okresie pokłady marglu i torfu. W 1827 r. było 18 domów i 158 mieszkańców. Jak podaje słownik: w pobliżu Raciborowic wypadnie prawdopodobnie stacja drogi żelaznej projektowanej od Chełma, do połączenia z linia galicyjską: Lwów - Bełżec.
W 1870 r. rozległość folwarku Raciborowice wynosiła 2186 mórg: gruntów ornych i ogrodów mórg 506, łąk mórg 338, pastwisk mórg 58, lasu mórg 903, zarośli mórg 207, nieużytków i wody mórg 74; budynków murowanych 5, z drewna 35; las urządzony.
W skład dóbr wchodziły poprzednio: wieś Raciborowice osad 37, z gruntem mórg 255; wieś Zaporze osad 15 z gruntem mórg 180; wieś Kormanowo osad 18, z gruntem mórg 229.
Począwszy od połowy XVII wieku wieś należy do rodziny Wyzgów, do majątku Wyzgów wchodziły ponadto wsie: Kormanów i Zamże. W 1805 r. całość tychże dóbr, oszacowanych na 150.000 złp, odziedziczył po ojcu Pawle Wydze syn Wincenty.
Raciborowice-Kolonia zostały wyodrębnione w 1970 r.

## Szlaki turystyczne
Przez wieś przechodzi  Szlak Tadeusza Kościuszki mający początek w Uchańce.